# Trigonia villosa
Trigonia villosa är en tvåhjärtbladig växtart som beskrevs av Jean Baptiste Christophe Fusée Aublet. Trigonia villosa ingår i släktet Trigonia och familjen Trigoniaceae.

## Underarter
Arten delas in i följande underarter:
- T. v. duckei
- T. v. macrocarpa